# Ian Allison
Ian Alistair Allison (ur. 26 lipca 1909 w Greenock, zm. 4 sierpnia 1990 w London) – kanadyjski koszykarz, srebrny medalista letnich igrzyskach olimpijskich w Berlinie. Zagrał w sześciu spotkaniach.